# Joker (film, 2019)
Joker en amerikansk kriminalfilm regisserad av Todd Phillips som också har skrivit manuset med Scott Silver. Filmen är baserad på DC Comics-figuren Jokern, som spelas av Joaquin Phoenix. Andra skådespelare är Robert De Niro, Zazie Beetz, Frances Conroy, Brett Cullen, Glenn Fleshler, Bill Camp, Shea Whigham, och Marc Maron. 
Handlingen utspelar sig under 1981 där man får följa med Arthur Fleck, som är en misslyckad ståuppkomiker, istället vänder han sig till ett liv av brott och kaos i Gotham City. Filmen hade biopremiär den 4 oktober 2019 i Sverige. Filmen nominerades till 11 priser inför Oscarsgalan 2020, för bland annat bästa film, bästa regi och bästa manus efter förlaga, och blev därmed den mest nominerade filmen under hela galan, och slog bland annat Quentin Tarantinos Once Upon a Time in Hollywood, Martin Scorseses The Irishman och Sam Mendes 1917 som fick 10 nomineringar vardera. Den vann till slut två Oscar för bästa manliga huvudroll till Joaquin Phoenix och bästa filmmusik.

## Handling
Joker handlar om Arthur Fleck som på dagtid arbetar som clown och på kvällarna försöker slå igenom som ståuppkomiker. Skratten är ofta på hans bekostnad och hans opassande skämt leder ofta till hån och ibland även våld. Flecks psykiska problem, som bland annat leder till ett okontrollerat skratt leder till att han tar sig an ett alter ego.

## Rollista (i urval)
- Joaquin Phoenix – Arthur Fleck
- Robert De Niro – Murray Franklin[4]
- Zazie Beetz – Sophie Dumond[4]
- Frances Conroy – Penny Fleck
- Brett Cullen – Thomas Wayne[5]
- Shea Whigham – Detektiv Burke
- Bill Camp – Detektiv Garrity
- Glenn Fleshler – Randall[6]
- Leigh Gill – Gary
- Sharon Washington – Terapeut
- Josh Pais – Hoyt Vaughn
- Marc Maron – Gene Ufland[7]
- Douglas Hodge – Alfred Pennyworth
- Brian Tyree Henry – Arkham Clerk